# Gran Premio d'Austria 2021
Il Gran Premio d'Austria 2021 è stata la nona prova della stagione 2021 del campionato mondiale di Formula 1. La gara si è corsa domenica 4 luglio sul Red Bull Ring di Spielberg ed è stata vinta dall'olandese Max Verstappen su Red Bull Racing-Honda, al quindicesimo successo in carriera; Verstappen ha preceduto all'arrivo il finlandese Valtteri Bottas su Mercedes e il britannico Lando Norris su McLaren-Mercedes.
Grazie ai risultati ottenuti, Max Verstappen conquista il suo primo Grand Chelem in carriera a 23 anni, nuovo record nella storia della Formula 1.

## Vigilia

### Sviluppi futuri
La Formula 1 annuncia la partnership con l’azienda Crypto.com che si occupa dello scambio di valute con sede a Hong Kong, che sponsorizzerà tutte le Qualifiche Sprint della categoria a partire da quella che si terrà in occasione del Gran Premio di Gran Bretagna del successivo 18 luglio.
L'Aston Martin annuncia che il designer aerodinamico Andrew Alessi, in forza alla Red Bull Racing da 13 anni, passerà al team britannico dove guiderà, gestirà e svilupperà il design, la pianificazione, la produzione e le operazioni del dipartimento aerodinamico.
La Honda, fornitore in forza alla Red Bull Racing e alla Scuderia AlphaTauri, e che al termine del campionato lascerà la massima categoria, annuncia che nel 2022 continuerà ad assemblare le power unit a Sakura prima dello spostamento del polo motoristico a Milton Keynes denominato Red Bull PowerTrains Limited.
Il campione del mondo Lewis Hamilton rinnova con la Mercedes fino alla stagione 2023.

### Aspetti tecnici
Per questa gara, la Pirelli, fornitrice unica degli pneumatici, porta gomme di mescola C3, C4 e C5, le più morbide della gamma tra quelle disponibi. Ad inizio stagione, le mescole scelte furono le C2, C3 e C4. Per via della modifica al calendario che ha visto la disputa del Gran Premio di Stiria sullo stesso circuito la settimana precedente l'azienda italiana ha voluto differenziare la tipologia di gomme scelta. Il fornitore, inoltre, porta nelle prove libere due treni di gomme, con le posteriori di costruzione più rigida, nello sviluppo degli pneumatici da 18 pollici per la prossima stagione. Se il test darà risultati positivi, le nuove posteriori debutteranno nel Gran Premio di Gran Bretagna del 18 luglio e saranno utilizzate per il resto della stagione.
La Federazione stabilisce tre zone ove i piloti possono attivare il Drag Reduction System: la prima zona è fissata tra la Castrol Edge (curva 1) e la Remus (curva 3), con punto di distacco fra i piloti posto prima della Castrol Edge; la seconda zona tra la Remus e la Schlossgold (curva 4), con il punto di determinazione del distacco fissato prima della Remus; la terza zona è sul rettilineo dei box, con detection point prima della Red Bull Mobile (curva 10).
La Federazione rende noto che al termine della gara del precedente Gran Premio di Stiria, tra le prime dieci vetture classificate è stata sorteggiata l'AlphaTauri di Yuki Tsunoda per le verifiche tecniche. Esse sono risultate essere conformi al regolamento tecnico.
La Federazione stabilisce due punti del tracciato dove i piloti sono costretti a rispettare i limiti di quest'ultimo. I punti in questione riguardano la curva 9 e la curva 10. Andando oltre i limiti del tracciato in questi due punti i piloti vedranno il tempo cancellato dalla direzione di gara. In aggiunta, non rispettando i limiti alla curva 10 sarà invalidato anche il giro successivo.
Prima dell'inizio della prima sessione di prove libere del venerdì sulla vettura di George Russell viene sostituito il motore a combustione interna, il turbocompressore, l'MGU-H e l'impianto di scarico, montando la terza unità, il sistema di recupero dell'energia e l'unità di controllo elettronico, montando la seconda unità. Sulle vetture di Lewis Hamilton, Daniel Ricciardo, Lando Norris, Lance Stroll e Sebastian Vettel viene installato il sistema di recupero dell'energia e l'unità di controllo elettronico, montando la seconda unità. Sulla vettura di Esteban Ocon viene sostituito l'impianto di scarico, montando la quinta unità, così come sulle vetture di Nikita Mazepin e Mick Schumacher, dove viene montata la quarta unità. Tutti i piloti non sono penalizzati sulla griglia di partenza in quanto tutti i nuovi componenti installati rientrano tra quelli sostituibili entro il numero massimo prestabilito.

### Aspetti sportivi
Il Gran Premio torna a disputarsi tradizionalmente nella parte centrale del campionato, come accaduto fin dalla stagione 2014, quando il Gran Premio d'Austria tornò a far parte del campionato mondiale di Formula 1. L'edizione 2020, comunque disputatasi nel mese di luglio, rappresentò la gara inaugurale della stagione. La Federazione, a causa delle problematiche dettate dalla pandemia di COVID-19, fu costretta ad annullare diversi Gran Premi prima di dare il via al campionato con il Gran Premio d'Austria a inizio luglio. L'Austria ospitò per la prima volta l'inizio di una stagione iridata, e fu la prima volta dal 1966 che la stagione iniziò con una gara europea, con la data d'inizio del mondiale spostata di diversi mesi, in reazione al diffondersi della pandemia, rispetto a quella programmata del 15 marzo con il tradizionale Gran Premio d'Australia, annullato a causa della pandemia.
La modifica da parte della Federazione al calendario avvenuta nelle settimane precedenti per via della posticipazione del Gran Premio di Turchia, inizialmente aggiunto al calendario con l'obiettivo di sostituire l'annullamento del Gran Premio del Canada, ha portato alla programmazione di tre Gran Premi in tre weekend di fila, come già successo una volta nel campionato 2018 e per tre volte nella stagione 2020. Il Gran Premio d'Austria viene confermato nella data del 4 luglio, cui è stato preceduto la settimana precedente dal Gran Premio di Stiria, collocato nella data originaria del Gran Premio di Francia, a sua volta spostato di una settimana.
Il Paese austriaco, insieme all'Italia, grazie già alla disputa del Gran Premio dell'Emilia-Romagna avvenuta ad aprile e quello omonimo in programma a settembre, diventa il secondo Paese ad ospitare due gare valide per il campionato mondiale in questa stagione, in questo caso a distanza di una settimana dall'altra, come nel campionato 2020, ma con i Gran Premi invertiti, prima il Gran Premio di Stiria e poi quello omonimo, sempre sul circuito del Red Bull Ring, come accaduto la stagione precedente.
A differenza dell'edizione precedente tenutasi a porte chiuse, il Gran Premio vede la partecipazione degli spettatori sulle tribune, come già accaduto in Bahrein, a Monte Carlo, in Francia e la settimana precedente per il Gran Premio di Stiria. Il limite, per la precedente corsa avvenuta nello stesso impianto, fu fissato a 15 000 presenze, mentre in questa occasione la capienza a disposizione viene fissata a 90 000 spettatori, il numero più alto finora consentito ai tifosi per assistere ad un Gran Premio di Formula 1 in questo campionato.
La Ferrari chiede più comunicazione con la Federazione riguardo alle nuove direttive emanate nelle settimane precedenti sulle pressioni delle gomme, sulle ali flessibili, sulle power unit e sui pit stop. Secondo la scuderia di Maranello tutte le squadre iscritte al mondiale devono sedersi intorno a un tavolo invece di "subire" passivamente le decisioni federali cui far fronte.
L'Alpine, l'Aston Martin e la McLaren chiedono alla FIA di eliminare il divieto di intervenire sulla frizione dopo le prove libere del venerdì nei weekend di gara dove si disputano le Qualifiche Sprint.
La FIA conferisce alla Ferrari tre stelle, il massimo riconoscimento, per l'impegno dimostrato sul fronte ambientale nell’ambito dell’Environmental Accreditation Programme, un programma che la Federazione ha creato per accompagnare i principali membri dello sport e dell’industria automobilistica nello sviluppo di un processo di certificazione riguardante la sostenibilità ambientale.
Il pilota messicano della Red Bull Racing Sergio Pérez prende parte al suo duecentesimo Gran Premio in Formula 1.
Il britannico Callum Ilott prende il posto di Antonio Giovinazzi all'Alfa Romeo Racing, mentre l'israeliano Roy Nissany quello di George Russell alla Williams, nel corso della prima sessione di prove libere del venerdì. L'attuale leader del campionato di Formula 2, Guanyu Zhou, prende invece il posto di Fernando Alonso all'Alpine, sempre nell'analoga sessione. Per il pilota cinese si tratta del debutto nella massima categoria in un weekend di gara.
In questa stagione, il Gran Premio, come il precedente, è sponsorizzato da BWT, azienda austriaca attiva nel campo dei sistemi di trattamento dell'acqua. L'azienda sponsorizzò l'ex scuderia Force India, poi rinominata in Racing Point, a sua volta in Aston Martin da questo campionato, dalla stagione 2017 alla stagione 2019.
L'ex pilota di Formula 1, il britannico Derek Warwick, è nominato commissario aggiunto per la gara. Ha svolto già in passato tale funzione, l'ultima al Gran Premio di Spagna. Per questo Gran Premio, come il precedente, è la casa automobilistica tedesca Mercedes a fornire la safety car e la medical car.

## Prove

### Resoconto
A dominare la prima sessione di prove è stato Max Verstappen, che ha dimostrato di avere lo stesso passo del precedente Gran Premio di Stiria. Dietro all'olandese ci sono le due Ferrari di Charles Leclerc e Carlos Sainz Jr.. L'olandese ha colto un tempo di otto decimi inferiore a quanto ottenuto nella prima sessione della gara disputata la settimana precedente.
Al quarto posto si è piazzato Valtteri Bottas, mentre Lewis Hamilton, solo settimo, si è concentrato maggiormente sullo studio degli pneumatici prototipo portate dalla Pirelli. Ha poi effettuato delle comparazioni aerodinamiche.
Molti piloti hanno avuto problemi alla curva 3, con Daniel Ricciardo che ha sbagliato il punto di frenata, e Nikita Mazepin, che, cercando di rimettersi in traiettoria dopo essere andato lungo, ha rischiato il contatto con Hamilton. Questo punto del tracciato non è stato l'unico dove i piloti hanno fatto errori. Yuki Tsunoda è andato fuori nella via di fuga in curva 5 e Lance Stroll è stato autore di un testacoda in curva 6, transitando sull'erba della via di fuga interna.
Sono stati tre i tempi cancellati ai piloti per aver oltrepassato i limiti della pista all'uscita della curva 9, mentre 15 i tempi cancellati per aver oltrepassato i limiti all'uscita della curva 10, durante la prima sessione di prove libere. Nel primo caso si sono visti cancellare il tempo Pierre Gasly, Nikita Mazepin e Mick Schumacher; nel secondo caso si sono visti cancellare il tempo Pierre Gasly (quattro volte), Kimi Räikkönen (tre volte), Lewis Hamilton, Callum Ilott e Yuki Tsunoda (due volte), Sebastian Vettel e Nikita Mazepin (una volta).
Una leggera pioggerellina accompagna la seconda sessione, almeno nella sua fase finale. Le due Mercedes comandano la graduatoria, precedendo Verstappen, il più rapido del mattino. Questi tre piloti sono gli unici a chiudere un giro al di sotto del minuto e cinque secondi. Alle spalle dei tre sono risultate, anche se staccate, le due Aston Martin e le due AlphaTauri.
A differenza della prima sessione le Ferrari sono lontane in classifica. L'arrivo della pioggia ha impedito ai piloti della scuderia italiana di cercare il giro veloce. Anche al pomeriggio ci sono stati alcuni errori dei piloti, come nel caso di Lando Norris, autore di un testacoda.
Sono stati 10 i tempi cancellati ai piloti per aver oltrepassato i limiti della pista all'uscita della curva 9, mentre 9 i tempi cancellati per aver oltrepassato i limiti all'uscita della curva 10, durante la seconda sessione di prove libere. Nel primo caso si sono visti cancellare il tempo Nikita Mazepin (quattro volte), Pierre Gasly, Nicholas Latifi, Charles Leclerc, Carlos Sainz Jr., Antonio Giovinazzi e Mick Schumacher (una volta); nel secondo caso si sono visti cancellare il tempo Kimi Räikkönen, Pierre Gasly e Carlos Sainz Jr. (due volte), Esteban Ocon, Nicholas Latifi e Yuki Tsunoda (una volta).
L'Alfa Romeo Racing è stata multata di 900 euro dalla FIA in quanto Kimi Räikkönen ha superato il limite di velocità stabilito in pit lane.
Al termine della seconda sessione di libere sulle vetture di Valtteri Bottas e Pierre Gasly vengono sostituite le trasmissioni. Entrambi i piloti non sono penalizzati in griglia di partenza per aver usato, per sei Gran Premi consecutivi, la stessa unità.
Verstappen, nella sessione del sabato, torna a essere il pilota più rapido. Su una pista in cui la temperatura dell'asfalto raggiunge i 51 °C, l'olandese è l'unico a scendere sotto il minuto e cinque secondi sul giro. Alle sue spalle ci sono ancora le due Mercedes, con Bottas che precede Hamilton, anche se il campione del mondo si è visto cancellare il suo giro più rapido, che lo avrebbe portato a tre decimi dal tempo del pilota della Red Bull.
Dietro al duo della scuderia tedesca è salito Pierre Gasly, davanti ad Antonio Giovinazzi. I primi 25 minuti della sessione sono stati dedicati da tutti i piloti, tranne quelli della Red Bull, all'utilizzo delle gomme prototipo portate dalla Pirelli, in vista della stagione 2022.
Sono stati quattro i tempi cancellati ai piloti per aver oltrepassato i limiti della pista all'uscita della curva 9, mentre 9 i tempi cancellati per aver oltrepassato i limiti all'uscita della curva 10, durante la terza sessione di prove libere. Nel primo caso si sono visti cancellare il tempo Nikita Mazepin, Kimi Räikkönen, Pierre Gasly e Fernando Alonso; nel secondo caso si sono visti cancellare il tempo Lando Norris (due volte), Nikita Mazepin, Charles Leclerc, Lance Stroll, Pierre Gasly, Carlos Sainz Jr., Nicholas Latifi e Lewis Hamilton (una volta).
L'Alpine è stata multata di 400 euro dalla FIA in quanto Esteban Ocon ha superato il limite di velocità stabilito in pit lane.

### Risultati
Nella prima sessione del venerdì si è avuta questa situazione:
| Pos | Nº | Pilota           | Costruttore           | Tempo    | Gap    | Giri |
| --- | -- | ---------------- | --------------------- | -------- | ------ | ---- |
| 1   | 33 | Max Verstappen   | Red Bull Racing-Honda | 1'05"143 |        | 37   |
| 2   | 16 | Charles Leclerc  | Ferrari               | 1'05"409 | +0"266 | 33   |
| 3   | 55 | Carlos Sainz Jr. | Ferrari               | 1'05"431 | +0"288 | 33   |

Nella seconda sessione del venerdì si è avuta questa situazione:
| Pos | Nº | Pilota          | Costruttore           | Tempo    | Gap    | Giri |
| --- | -- | --------------- | --------------------- | -------- | ------ | ---- |
| 1   | 44 | Lewis Hamilton  | Mercedes              | 1'04"523 |        | 31   |
| 2   | 77 | Valtteri Bottas | Mercedes              | 1'04"712 | +0"189 | 34   |
| 3   | 33 | Max Verstappen  | Red Bull Racing-Honda | 1'04"740 | +0"217 | 35   |

Nella sessione del sabato mattina si è avuta questa situazione:
| Pos | Nº | Pilota          | Costruttore           | Tempo    | Gap    | Giri |
| --- | -- | --------------- | --------------------- | -------- | ------ | ---- |
| 1   | 33 | Max Verstappen  | Red Bull Racing-Honda | 1'04"591 |        | 15   |
| 2   | 77 | Valtteri Bottas | Mercedes              | 1'05"129 | +0"538 | 22   |
| 3   | 44 | Lewis Hamilton  | Mercedes              | 1'05"277 | +0"686 | 20   |

## Qualifiche

### Resoconto
Dopo i tempi dei piloti della Haas e dell'Alfa Romeo Racing, si piazza al comando Lando Norris, sopravanzato in seguito da Max Verstappen. Alle spalle dell'olandese si porta Carlos Sainz Jr., che viene però battuto dai piloti della Mercedes. La pista sembra in miglioramento.
La qualificazione è difficile per Esteban Ocon e Pierre Gasly, rispettivamente diciassettesimo e diciottesimo, a poco più di un minuto dal termine. Anche Lance Stroll e Yuki Tsunoda si trovano in una situazione di pericolo, tanto che, con i miglioramenti dei tempi delle Aston Martin, il giapponese sarebbe eliminato, così come George Russell. Entrambi migliorano e passano alla fase seguente. Non entrano in Q2 Räikkönen, Ocon, Latifi, Schumacher e Mazepin.
Nella seconda fase il primo a prendere la pista è Sergio Pérez: il messicano chiude in 1'04"554, con gomme medie. Pérez rientra in pista, sempre optando per la mescola media, al fine di sfruttare la scia dei piloti già presenti sul tracciato. Hamilton, per 53 millesimi, batte il tempo del pilota della Red Bull.
Verstappen segna 1'04"208, mentre Sainz Jr. sale alle spalle Pérez. Bottas batte il tempo di quest'ultimo, a differenza di Charles Leclerc che è sesto, prima che Gasly scali quarto, a sua volta battuto dalle Aston Martin, con Vettel secondo. Il tedesco opta per gomme morbide, a differenza di Norris, che sale secondo, ma con gomme medie. Con questa mescola hanno maggiore difficoltà le due Ferrari e Ricciardo.
Bottas risale terzo e Russell conquista il decimo tempo, ed entra in Q3, per la prima volta con la scuderia britannica. Non entrano nella Q3 i due piloti della Ferrari, Ricciardo, Alonso, penalizzato da Vettel nel suo tentativo più veloce, e Giovinazzi.
Nella fase finale si alternano al comando della graduatoria prima i piloti dell'Aston Martin, poi Gasly e Norris (1'03"958); i due piloti della Mercedes, Hamilton e Bottas, hanno il terzo e quarto tempo. Successivamente è Verstappen a battere il tempo del britannico della McLaren. Russell si limita a un solo giro rapido, sfruttando così una pista in miglioramento, che porta i piloti a cercare di affrontare il tracciato più tardi possibile.
Verstappen non si migliora nel primo settore, contrariamente a Norris che registra il miglior tempo assoluto nella prima parte del circuito. L'olandese è in ritardo anche nel secondo settore di pista, ma Norris non riesce a battere il tempo del pilota della Red Bull, che così fa sua la pole position. Norris conserva la seconda posizione, mentre Pérez, terzo, precede le due Mercedes. La McLaren conquista la prima fila per la prima volta dal Gran Premio del Brasile 2012 con la pole position di Lewis Hamilton.
Sono stati tre i tempi cancellati ai piloti per aver oltrepassato i limiti della pista all'uscita della curva 9, mentre uno il tempo cancellato per aver oltrepassato i limiti all'uscita della curva 10, durante le qualifiche. Nel primo caso si sono visti cancellare il tempo Pierre Gasly, Charles Leclerc e Daniel Ricciardo; nel secondo caso si è visto cancellare il tempo Antonio Giovinazzi.
Al termine delle prove ufficiali, Sebastian Vettel e Fernando Alonso vengono convocati dai commissari sportivi in quanto il tedesco ha ostacolato lo spagnolo, durante la Q2. Vettel viene penalizzato di tre posizioni sulla griglia di partenza e di un punto sulla superlicenza. Valtteri Bottas e Carlos Sainz Jr. vengono convocati per aver guidato troppo lentamente nell'entrata delle curve 9 e 10, durante la Q2. Entrambi i piloti non ricevono sanzioni.

### Risultati
Nella sessione di qualifica si è avuta questa situazione:
| Pos                         | Nº | Pilota             | Costruttore               | Q1       | Q2       | Q3       | Griglia |
| --------------------------- | -- | ------------------ | ------------------------- | -------- | -------- | -------- | ------- |
| 1                           | 33 | Max Verstappen     | Red Bull Racing-Honda     | 1'04"249 | 1'03"927 | 1'03"720 | 1       |
| 2                           | 4  | Lando Norris       | McLaren-Mercedes          | 1'04"345 | 1'04"415 | 1'03"768 | 2       |
| 3                           | 11 | Sergio Pérez       | Red Bull Racing-Honda     | 1'04"833 | 1'04"483 | 1'03"990 | 3       |
| 4                           | 44 | Lewis Hamilton     | Mercedes                  | 1'04"506 | 1'04"258 | 1'04"014 | 4       |
| 5                           | 77 | Valtteri Bottas    | Mercedes                  | 1'04"563 | 1'04"376 | 1'04"049 | 5       |
| 6                           | 10 | Pierre Gasly       | AlphaTauri-Honda          | 1'04"841 | 1'04"412 | 1'04"107 | 6       |
| 7                           | 22 | Yuki Tsunoda       | AlphaTauri-Honda          | 1'04"967 | 1'04"518 | 1'04"273 | 7       |
| 8                           | 5  | Sebastian Vettel   | Aston Martin-Mercedes     | 1'04"846 | 1'04"493 | 1'04"570 | 11      |
| 9                           | 63 | George Russell     | Williams-Mercedes         | 1'04"907 | 1'04"553 | 1'04"591 | 8       |
| 10                          | 18 | Lance Stroll       | Aston Martin-Mercedes     | 1'04"927 | 1'04"547 | 1'04"618 | 9       |
| 11                          | 55 | Carlos Sainz Jr.   | Ferrari                   | 1'04"596 | 1'04"559 | N.D.     | 10      |
| 12                          | 16 | Charles Leclerc    | Ferrari                   | 1'04"906 | 1'04"600 | N.D.     | 12      |
| 13                          | 3  | Daniel Ricciardo   | McLaren-Mercedes          | 1'04"977 | 1'04"719 | N.D.     | 13      |
| 14                          | 14 | Fernando Alonso    | Alpine-Renault            | 1'04"472 | 1'04"856 | N.D.     | 14      |
| 15                          | 99 | Antonio Giovinazzi | Alfa Romeo Racing-Ferrari | 1'04"782 | 1'05"083 | N.D.     | 15      |
| 16                          | 7  | Kimi Räikkönen     | Alfa Romeo Racing-Ferrari | 1'05"009 | N.D.     | N.D.     | 16      |
| 17                          | 31 | Esteban Ocon       | Alpine-Renault            | 1'05"051 | N.D.     | N.D.     | 17      |
| 18                          | 6  | Nicholas Latifi    | Williams-Mercedes         | 1'05"195 | N.D.     | N.D.     | 18      |
| 19                          | 47 | Mick Schumacher    | Haas-Ferrari              | 1'05"427 | N.D.     | N.D.     | 19      |
| 20                          | 9  | Nikita Mazepin     | Haas-Ferrari              | 1'05"951 | N.D.     | N.D.     | 20      |
| Tempo limite 107%: 1'08"746 |    |                    |                           |          |          |          |         |

In grassetto sono indicate le migliori prestazioni in Q1, Q2 e Q3.

## Gara

### Resoconto
Il poleman Max Verstappen mantiene il comando della gara al via, mentre Lando Norris resiste agli attacchi di Sergio Pérez, conservando la seconda posizione. Seguono, poi, le due Mercedes e le due AlphaTauri. La gara viene subito congelata, con l'entrata della safety car, per la necessità di porre in sicurezza la vettura di Esteban Ocon, vittima di un incidente con Antonio Giovinazzi, alla terza curva.
Alla ripartenza Pérez attacca Norris, ma va nella ghiaia, alla staccata della curva 4, e viene passato da diverse vetture. Hamilton, scalato terzo, mette pressione a Norris. Tra il dodicesimo e tredicesimo giro effettuano la prima sosta le due AlphaTauri, seguite, al quattordicesimo giro, da Stroll. Nello stesso giro Charles Leclerc prende la settima posizione a Pérez. Al diciassettesimo passaggio Daniel Ricciardo prende la quinta posizione a Vettel che, immediatamente, va ai box per il cambio gomme.
Al ventesimo giro Hamilton coglie la seconda posizione su Norris, che subisce anche una penalizzazione di cinque secondi per la manovra su Pérez, effettuata a inizio gara. Verstappen comanda con margine sui due britannici; seguono poi Bottas, Ricciardo, Leclerc, Pérez e Sainz Jr.. Ricciardo si ferma, per il cambio degli pneumatici, al ventinovesimo giro, seguito, nel giro successivo, da Norris e Bottas. Il britannico della McLaren sconta cinque secondi di penalità, e rientra in gara alla spalle del finlandese. Hamilton si ferma poco dopo, così come Verstappen, ma le posizioni di vertice rimangono invariate. Al trentatreesimo giro effettua il passaggio al cambio gomme anche Pérez. Il messicano torna in pista decimo. Leclerc attende il trentaquattresimo giro per il suo pit stop, ma rientra in gara alle spalle del messicano, che precedeva prima delle soste. Verstappen comanda davanti al duo della Mercedes, con Norris quarto, a sua volta davanti a Sainz Jr., Gasly, Ricciardo, Pérez e Leclerc.
Al quarantesimo passaggio Leclerc tenta di passare Pérez: il messicano si difende con una manovra simile a quella effettuata da Norris nei suoi confronti, e viene anche lui punito con cinque secondi sul tempo di gara. Davanti Hamilton non riesce a tenere il ritmo di Verstappen, con una vettura danneggiata saltando su un cordolo. Al quarantaseiesimo passaggio si ferma Gasly, mentre Sainz Jr. attende il quarantanovesimo giro. Lo spagnolo torna in gara ottavo, alle spalle di Leclerc. Il monegasco tenta ancora, al quarantasettesimo giro, di passare Pérez. Anche in questo caso la manovra di difesa del messicano è guidicata meritevole di una penalizzazione di cinque secondi. Pérez, al cinquantaduesimo giro, sorpassa Ricciardo, anche se, di fatto, è penalizzato in totale 10 secondi, che verranno aggiunti al tempo finale di gara.
Le difficoltà tecniche di Hamilton consentono prima a Bottas di passare il suo compagno di team, poi costringono il campione del mondo a cedere la terza posizione a Norris. Verstappen, che gode di margine ampio su Bottas, ora secondo, opta per una seconda sosta. Ciò consente all'olandese di terminare la gara senza dubbi sulla tenuta delle gomme, e anche di assicurarsi il giro veloce (1'06"200). Il secondo miglior giro della gara, che è fatto segnare da Sainz Jr. al settantesimo giro, è più alto di oltre un secondo e mezzo. Negli ultimi giri Leclerc tenta, senza fortuna, di sorpassare Ricciardo. Con il sopraggiungere del compagno di team Carlos Sainz Jr., che gode di gomme più fresche, il monegasco cede la posizione allo spagnolo, che è poi capace di passare il pilota della McLaren, a due giri dal termine. Nel giro finale c'è un contatto tra Kimi Räikkönen e Sebastian Vettel. Le due monoposto terminano nella ghiaia.
Verstappen vince la sua quindicesima gara in carriera in Formula 1, conquistando il cinquantesimo podio. Il pilota della Red Bull fa suo, per la prima volta a 23 anni, nuovo record, il Grand Chelem, ovvero conquistando, nella stessa gara, pole position, giro veloce e vittoria comandando il Gran Premio per tutti i suoi giri. Per la prima volta dal 2013, stagione in cui ha conquistato il suo ultimo mondiale costruttori, la Red Bull Racing vince cinque Gran Premi di fila, mentre la Mercedes, nell'era turbo-ibrida, non riesce a vincere per la prima volta per cinque gare di seguito.
Sono stati sette i tempi cancellati ai piloti per aver oltrepassato i limiti della pista all'uscita della curva 9, mentre 14 i tempi cancellati per aver oltrepassato i limiti all'uscita della curva 10, durante la gara. Nel primo caso si sono visti cancellare il tempo Nikita Mazepin (tre volte), Antonio Giovinazzi, Kimi Räikkönen, Mick Schumacher e Pierre Gasly (una volta); nel secondo caso si sono visti cancellare il tempo Kimi Räikkönen (tre volte), Yuki Tsunoda, Pierre Gasly, Fernando Alonso e Charles Leclerc (due volte), Sebastian Vettel, Carlos Sainz Jr. e Daniel Ricciardo (una volta).

### Risultati
I risultati del Gran Premio sono i seguenti:
| Pos | Nº | Pilota             | Costruttore               | Giri | Tempo/Ritiro                 | Griglia | Punti |
| --- | -- | ------------------ | ------------------------- | ---- | ---------------------------- | ------- | ----- |
| 1   | 33 | Max Verstappen     | Red Bull Racing-Honda     | 71   | 1h23'54"543                  | 1       | 26    |
| 2   | 77 | Valtteri Bottas    | Mercedes                  | 71   | +17"973                      | 5       | 18    |
| 3   | 4  | Lando Norris       | McLaren-Mercedes          | 71   | +20"019                      | 2       | 15    |
| 4   | 44 | Lewis Hamilton     | Mercedes                  | 71   | +46"452                      | 4       | 12    |
| 5   | 55 | Carlos Sainz Jr.   | Ferrari                   | 71   | +57"144                      | 10      | 10    |
| 6   | 11 | Sergio Pérez       | Red Bull Racing-Honda     | 71   | +57"915                      | 3       | 8     |
| 7   | 3  | Daniel Ricciardo   | McLaren-Mercedes          | 71   | +1'00"395                    | 13      | 6     |
| 8   | 16 | Charles Leclerc    | Ferrari                   | 71   | +1'01"195                    | 12      | 4     |
| 9   | 10 | Pierre Gasly       | AlphaTauri-Honda          | 71   | +1'01"844                    | 6       | 2     |
| 10  | 14 | Fernando Alonso    | Alpine-Renault            | 70   | +1 giro                      | 14      | 1     |
| 11  | 63 | George Russell     | Williams-Mercedes         | 70   | +1 giro                      | 8       |       |
| 12  | 22 | Yuki Tsunoda       | AlphaTauri-Honda          | 70   | +1 giro                      | 7       |       |
| 13  | 18 | Lance Stroll       | Aston Martin-Mercedes     | 70   | +1 giro                      | 9       |       |
| 14  | 99 | Antonio Giovinazzi | Alfa Romeo Racing-Ferrari | 70   | +1 giro                      | 15      |       |
| 15  | 7  | Kimi Räikkönen     | Alfa Romeo Racing-Ferrari | 70   | +1 giro                      | 16      |       |
| 16  | 6  | Nicholas Latifi    | Williams-Mercedes         | 70   | +1 giro                      | 18      |       |
| 17  | 5  | Sebastian Vettel   | Aston Martin-Mercedes     | 69   | Collisione con K. Räikkönen  | 11      |       |
| 18  | 47 | Mick Schumacher    | Haas-Ferrari              | 69   | +2 giri                      | 19      |       |
| 19  | 9  | Nikita Mazepin     | Haas-Ferrari              | 69   | +2 giri                      | 20      |       |
| Rit | 31 | Esteban Ocon       | Alpine-Renault            | 0    | Collisione con A. Giovinazzi | 17      |       |

Max Verstappen riceve un punto addizionale per aver segnato il giro più veloce della gara.

## Classifiche mondiali

### Piloti
| Pos | Pilota             | Punti |
| --- | ------------------ | ----- |
| 1   | Max Verstappen     | 182   |
| 2   | Lewis Hamilton     | 150   |
| 3   | Sergio Pérez       | 104   |
| 4   | Lando Norris       | 101   |
| 5   | Valtteri Bottas    | 92    |
| 6   | Charles Leclerc    | 62    |
| 7   | Carlos Sainz Jr.   | 60    |
| 8   | Daniel Ricciardo   | 40    |
| 9   | Pierre Gasly       | 39    |
| 10  | Sebastian Vettel   | 30    |
| 11  | Fernando Alonso    | 20    |
| 12  | Lance Stroll       | 14    |
| 13  | Esteban Ocon       | 12    |
| 14  | Yuki Tsunoda       | 9     |
| 15  | Kimi Räikkönen     | 1     |
| 16  | Antonio Giovinazzi | 1     |

### Costruttori
| Pos | Costruttore               | Punti |
| --- | ------------------------- | ----- |
| 1   | Red Bull Racing-Honda     | 286   |
| 2   | Mercedes                  | 242   |
| 3   | McLaren-Mercedes          | 141   |
| 4   | Ferrari                   | 122   |
| 5   | AlphaTauri-Honda          | 48    |
| 6   | Aston Martin-Mercedes     | 44    |
| 7   | Alpine-Renault            | 32    |
| 8   | Alfa Romeo Racing-Ferrari | 2     |

## Decisioni della FIA
Al termine della gara, Kimi Räikkönen e Sebastian Vettel vengono convocati dai commissari sportivi per via di una collisione avvenuta tra i due piloti. Räikkönen viene penalizzato con un drive through convertito in 20 secondi sul tempo di gara e di due punti sulla superlicenza. Il finlandese, sedicesimo all'arrivo, guadagna una posizione a seguito della penalità inflitta a Nicholas Latifi.
George Russell e Kimi Räikkönen vengono convocati in quanto il pilota britannico si è spostato di traiettoria in frenata, nel difendersi da un tentativo di sorpasso del finlandese. I commissari decidono di non prendere provvedimenti verso il pilota britannico.
Sergio Pérez, Carlos Sainz Jr., Charles Leclerc, Nikita Mazepin, Nicholas Latifi, Antonio Giovinazzi, Daniel Ricciardo e Pierre Gasly vengono convocati per non aver rispettato le doppie bandiere gialle. Tutti i piloti, ad eccezione di Nikita Mazepin e Nicholas Latifi, non ricevono sanzioni. Il pilota russo e quello canadese sono entrambi penalizzati con uno stop and go di 10 secondi convertito in 30 secondi sul tempo di gara e di tre punti sulla superlicenza. La penalità inflitta al pilota russo non ha effetto pratico visto che arriva ultimo, mentre il canadese, quindicesimo all'arrivo, scala di una posizione.